# Cortes de Medina del Campo
Cortes de Medina del Campo es la denominación historiográfica de las reuniones de las Cortes de Castilla que tuvieron lugar en la ciudad de Medina del Campo (Provincia de Valladolid) durante la Edad Media. 
Las más importantes fueron:
- Cortes de Medina del Campo de 1302[1]
- Cortes de Medina del Campo de 1305[2]
- Cortes de Medina del Campo de 1318[3]
- Cortes de Medina del Campo de 1328[2]
- Cortes de Medina del Campo de 1370[4]